# 路平縣
路平縣，是明代交阯承宣布政使司乂安府驩州下轄的一個縣。治所約在今越南乂安省興元縣境內。

## 沿革
- 永樂五年（1407年）六月癸未置，屬乂安府驩州，原名上路縣[2][3][4][5][6][7]
- 永樂十三年八月丁亥，並驩州之路平縣入衙儀縣[8]。